# NGC 1481
NGC 1481 (również PGC 14079) – galaktyka eliptyczna (E-S0), znajdująca się w gwiazdozbiorze Erydanu. Odkrył ją John Herschel 13 listopada 1835 roku.